# Acacia neurocarpa
Acacia neurocarpa é uma espécie de leguminosa do gênero Acacia, pertencente à família Fabaceae.